# Кладбище Святого Раймонда
Кладбище Святого Рэймонда (англ. Saint Raymond's Cemetery) — римско-католическое кладбище в Бронксе, Нью-Йорк. Кладбище состоит из двух частей: более старой и более новой (на которой до настоящего времени производятся захоронения).
Кладбище принадлежит и управляется архиепархией Нью-Йорка. Это единственное католическое кладбище в Бронксе, на котором производится до 4000 захоронений в год. На кладбище помимо прочего имеется участок для захоронения младенцев и мертворожденных.
На кладбище в 1932 году состоялась встреча Чарльза Линдберга с предполагаемыми похитителями сына, которым был передан выкуп.